# Probrachylophosaurus
Probrachylophosaurus (il cui nome significa "prima lucertola dalla breve cresta", dal latino: pro = prima; e dal greco antico: brachys = breve, lophos = cresta e sauros = lucertola, riferendosi alla sua piccola cresta) è un genere estinto di dinosauro erbivoro facente parte della famiglia degli Hadrosauridae. Questo animale visse circa 79 milioni di anni fa, nei pressi di Rudyard, nel centro-nord del Montana.

## Descrizione

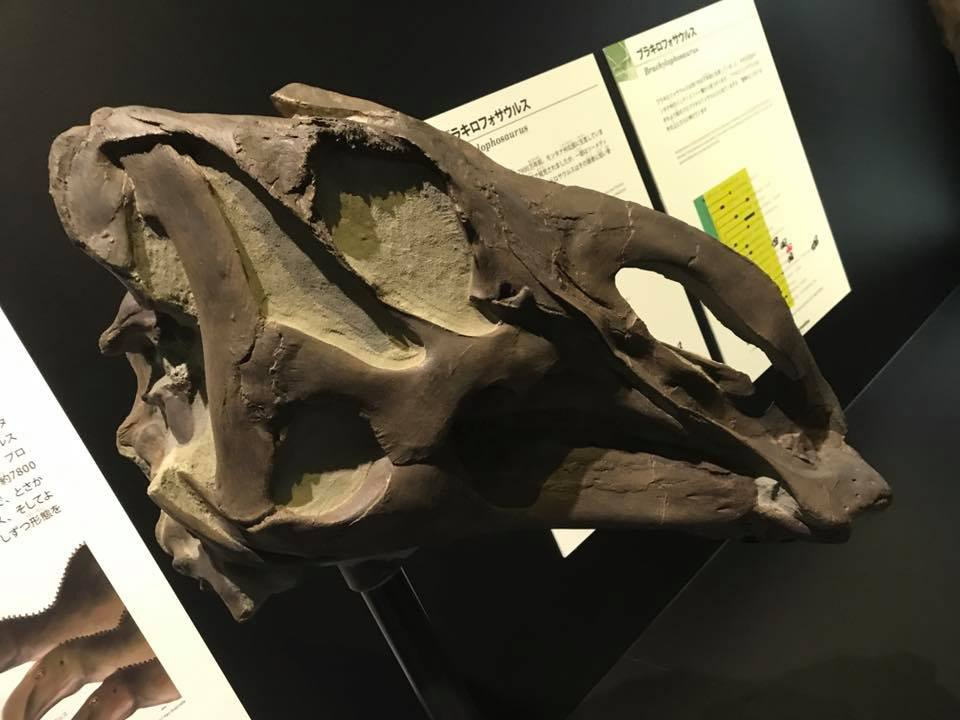
Cranio

Il Probrachylophosaurus è una delle più importanti scoperte in campo paleontologico. L'olotipo di questo animale è composto da alcune ossa delle gambe, del bacino e un cranio quasi completo. Ed stato proprio il cranio ad interessare il famoso paleontologo Jack Horner: il cranio infatti sembra una perfetta forma di transizione tra due generi distinti di adrosaridi, ossia gli adrosauri più primitivi privi di cresta come l’Acristavus e le forme successive che possedevano creste semplici, ma già più evolute, come il Brachylophosaurus. La forma generica del cranio era pressoché identica a quella del Brachylophosaurus, ma presentava una piccola cresta triangolare, poggiata sul retro del cranio, in modo quasi identico a come appariva in Brachylophosaurus, ma più piccola e primitiva. Il resto del corpo, doveva essere identico a quello degli altri adrosauri, con una lunghezza massima di 9 metri (30 ft) per un peso di circa 5 tonnellate.

## Storia della scoperta
(Freedman Flowler (2015))

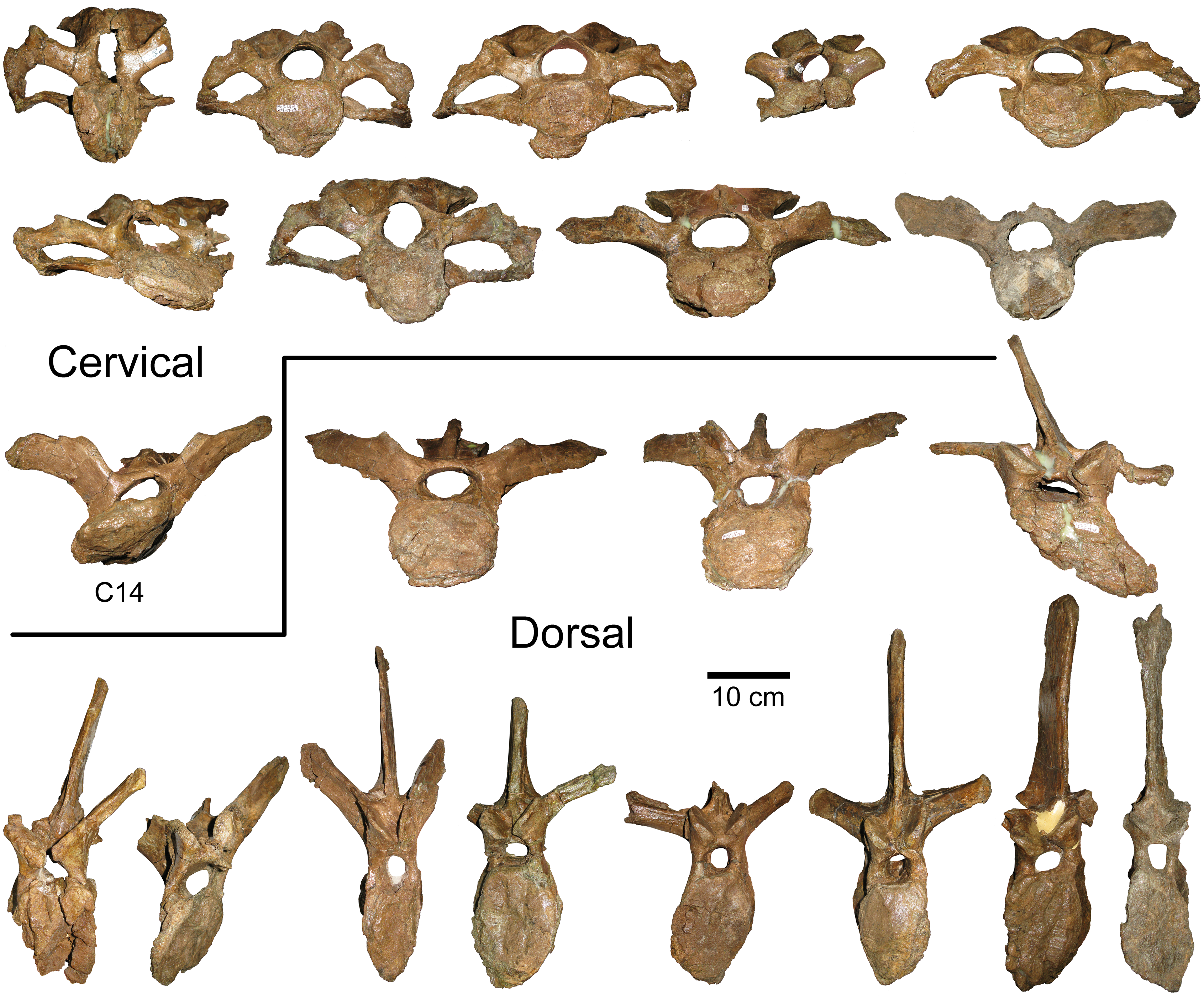
Vertebre

Durante l'estate del 2007, Freedman Fowler stava conducendo degli scavi, per opera del Museo delle Montagne Rocciose, in un antico letto di un fiume, vicino alla città di Rudyard, nel centro-nord del Montana. Il sito conteneva numerose ossa fossili di adrosauridi. Nello stesso periodo, un gruppo scolastico, in visita agli scavi, notò alcune ossa che spuntavano da una vecchia cava in cui aveva originariamente lavorato un gruppo di studenti dell'Università di Berkeley, nel 1981.
Il famoso paleontologo Jack Horner, riconobbe in quelle ossa alcune parti di cranio, che è una delle parti più importanti per indicare a quale specie appartenga il fossile. Sperando di trovare anche il resto dello scheletro Horner, chiese a Freedman Fowler, di occuparsi dello scavo nella cava. Quello che Freedman scoprì era lo scheletro parziale di un nuovo genere di dinosauro con caratteristiche pressoché uniche.
Il nuovo dinosauro, nominato in seguito Probrachylophosaurus bergei, era un vero e proprio anello mancante tra due gruppi di adrosauri: gli adrosari più primitivi con crani privi di creste come l’Acristavus e gli adrosauri leggermente più evoluti, con piccole e primitive creste sul cranio. Secondo Horner e la stessa Freedman questo sarebbe un perfetto caso di eterocronia, tra animali di una stessa famiglia.